# Hemicyclops membranatus
Hemicyclops membranatus is een eenoogkreeftjessoort uit de familie van de Clausidiidae. De wetenschappelijke naam van de soort is voor het eerst geldig gepubliceerd in 2010 door Moon & I.H. Kim.